# EHF Cup 2019-2020 (pallamano maschile)
L'EHF Cup 2019-2020 è stata la 39ª edizione della EHF Cup, la seconda coppa per club più importante d'Europa ed è organizzata dall'European Handball Federation (EHF), ed è la sesta edizione dopo la fusione con l'EHF Cup Winners' Cup.
La competizione non ha prodotto verdetti in quanto l'EHF ha deciso di cancellare il resto della competizione a causa della pandemia di COVID-19 avvenuta nel 2020.

## Formula
Le qualificazioni consistono in tre round di qualificazione. Al primo turno giocano le squadre con ranking più basso. I vincitori al termine delle gare di andata a e di ritorno passano al turno successivo. Al termine del terzo turno le squadre vincitrici si qualificano per la fase a gironi.
Per ogni turno la prima estratta al sorteggio gioca le partite in casa. Tuttavia, si può richiedere di giocare le gare di andata e ritorno nella stessa sede.

## Round 1
Un totale di 32 squadre si sono qualificate al primo turno di qualificazione. Le gare di andata si sono giocate tra il 31 agosto e il 1 settembre mentre le gare di ritorno tra 7 e 8 settembre 2019.
| Squadra 1              | Totale | Squadra 2              | Andata | Ritorno |
| ---------------------- | ------ | ---------------------- | ------ | ------- |
| Besa Famgas            | 54–67  | Pfadi Winterthur       | 24-33  | 30-34   |
| Olympiacos             | 60-46  | Borac m:tel            | 30–21  | 30–25   |
| Malmö                  | 61–52  | Spartak                | 31–23  | 30–29   |
| Maccabi Rishon LeZion  | 57–48  | Dragūnas Klaipėda      | 34–28  | 23–20   |
| Poreč                  | 60–51  | KRAS/Volendam          | 29–23  | 31–28   |
| Visé                   | 48–56  | FH                     | 27–27  | 21–29   |
| Riko Ribnica           | 59–48  | Põlva Serviti          | 32–22  | 27–26   |
| ZTR Zaporižžja         | 78–34  | London GD              | 39–20  | 39–14   |
| CIP Travel Antalyaspor | 40–53  | Dobrogea Sud Constanţa | 24–24  | 16–29   |
| Bozen Loacker          | 50–51  | ALPLA Hard             | 24–23  | 26–28   |
| Beşiktaş Aygaz         | 49–49  | Metaloplastika Šabac   | 25–25  | 24–24   |
| Haukar                 | 45–51  | Talent MAT Plzen       | 20-25  | 25–26   |
| Achilles Bocholt       | 48–47  | INSIGNIS Westwien      | 26–22  | 22–25   |
| Esch                   | 80–38  | Batumi                 | 38-16  | 42–22   |
| Vojvodina              | 79–52  | Lovćen                 | 38–23  | 41–29   |
| Dubrava                | 81–43  | Swieqi YOBETIT Phoenix | 45–22  | 36–21   |

## Round 2
Un totale di 32 squadre si sono qualificate al secondo turno di qualificazione. Le gare di andata si sono giocate tra il 5 e 6 ottobre mentre le gare di ritorno tra il 12 e 13 ottobre 2019.
| Squadra 1              | Totale | Squadra 2             | Andata | Ritorno |
| ---------------------- | ------ | --------------------- | ------ | ------- |
| Politehcnica Timişoara | 57-58  | Olympiacos            | 31-29  | 26-29   |
| PAUC                   | 64-46  | Poreč                 | 38-26  | 26-20   |
| Talent MAT Plzen       | 58-44  | Hapoel Ashod          | 32-23  | 26-21   |
| Riko Ribnica           | 56-61  | SKA Minsk             | 33-33  | 23-28   |
| Malmö                  | 64-56  | Selfoss               | 33-27  | 31-29   |
| ALPLA Hard             | 60-59  | Skjern                | 25-26  | 35-33   |
| Vojvodina              | 43-58  | Abanca Ademar León    | 20-28  | 23-30   |
| Benfica                | 64-44  | Dubrava               | 29-28  | 34-16   |
| Metaloplastika Šabac   | 53-64  | Gorenje Velenje       | 24-32  | 29-32   |
| Butel Skopje           | 42-43  | ZTR Zaporižžja        | 18-14  | 24-29   |
| Azoty-Pulawy           | 57-53  | Esch                  | 31-28  | 26-25   |
| Dobrogea Sud Constanta | 43-43  | Csurgói               | 22-24  | 21-19   |
| Górnik Zabrze          | 50-48  | Maccabi Rishon LeZion | 29-26  | 21-22   |
| Achilles Bocholt       | 59-52  | Wacker Thun           | 34-33  | 25-19   |
| FH                     | 52-58  | ØIF Arendal           | 25-30  | 27-28   |
| Pfadi Winterthur       | 72-37  | Pelister              | 39-16  | 33-21   |

## Round 3
Un totale di 32 squadre si sono qualificate al secondo turno di qualificazione. Le gare di andata si sono giocate tra il 16 e 17 novembre mentre le gare di ritorno tra il 23 e 24 novembre 2019.
| Squadra 1          | Totale | Squadra 2             | Andata | Ritorno |
| ------------------ | ------ | --------------------- | ------ | ------- |
| Balatonfüredi      | 51-56  | Abanca Ademar Léon    | 30-27  | 21-29   |
| SKA Minsk          | 45-60  | Rhein-Neckar Löwen    | 28-32  | 17-28   |
| Górnik Zabrze      | 51-74  | Magdeburg             | 25-37  | 26-37   |
| Pfadi Winterthur   | 63-70  | Bjerringbro-Silkeborg | 33-36  | 30-34   |
| Chambéry           | 43-44  | PAUC HB               | 20-25  | 23-19   |
| Liberbank Cuenca   | 59-48  | ALPLA Hard            | 34-16  | 25-32   |
| Grundfos Tatabánya | 53-51  | ZTR Zaporižžja        | 27-24  | 26-27   |
| Nantes             | 60-59  | ØIF Arendal           | 30-29  | 30-30   |
| Nexe               | 54-54  | Benfica               | 30-26  | 24-28   |
| Gorenje Velenje    | 47-42  | Metalurg              | 24-19  | 23-23   |
| Malmö              | 53-61  | Füchse Berlin         | 27-34  | 26-27   |
| Melsungen          | 52-47  | Olympiacos            | 32-28  | 20-19   |
| Talant MAT Plzen   | 46-67  | Holstebro             | 25-30  | 21-37   |
| Logroño            | 73-57  | Achilles Bocholt      | 37-26  | 36-31   |
| Gwardia Opole      | 54-53  | Azoty-Pulawy          | 26-24  | 28-29   |
| Csurgói            | 48-54  | Nîmes                 | 28-25  | 20-29   |

## Fase a gironi

### Sorteggi e formula
Le 16 squadre qualificate alla fase a gironi sono state raggruppate in 4 fasce per il sorteggio in base al ranking.
Le squadre della stessa nazione non saranno sorteggiate nello stesso girone.
I criteri da seguire in caso di arrivo a pari punti sono:
- punti ottenuti negli scontri diretti;
- differenza reti negli scontri diretti;
- maggior numero di reti segnate negli scontri diretti;
- differenza reti generale;
- maggior numero di reti segnate in generale.

Qualora questi criteri non soddisfino una squadra si procederà con l'estrazione a sorte, nella sede dell'EHF a Vienna davanti ai responsabili di ogni squadra.

### Fasce d'estrazione
| Prima fascia                                       | Seconda fascia                                                          | Terza fascia                                                   | Quarta fascia                                    |
| -------------------------------------------------- | ----------------------------------------------------------------------- | -------------------------------------------------------------- | ------------------------------------------------ |
| PAUC SC Magdeburgo Rhein-Neckar Löwen MT Melsungen | Bjerringbro-Silkeborg Liberbank Cuenca Grundfos Tatabánya KC HBC Nantes | USAM Nîmes RK Gorenje Velenje Füchse Berlino KPR Gwardia Opole | TTH Holstebro Abanca Ademar Leon Benfica Logroño |

### Girone A
|  | Pos. | Squadra               | Pt | G | V | N | S | GF  | GS  | D   |
|  | ---- | --------------------- | -- | - | - | - | - | --- | --- | --- |
|  | 1.   | Benfica               | 8  | 4 | 4 | 0 | 0 | 121 | 97  | +24 |
|  | 2.   | Melsungen             | 4  | 4 | 2 | 0 | 2 | 118 | 118 | +0  |
|  | 3.   | Bjerringbro-Silkeborg | 4  | 4 | 2 | 0 | 2 | 124 | 128 | -4  |
|  | 4.   | Gwardia Opole         | 0  | 4 | 0 | 0 | 4 | 97  | 117 | -20 |

### Girone B
|  | Pos. | Squadra            | Pt | G | V | N | S | GF  | GS  | D   |
|  | ---- | ------------------ | -- | - | - | - | - | --- | --- | --- |
|  | 1.   | Rhein-Neckar Löwen | 8  | 4 | 4 | 0 | 0 | 136 | 111 | +25 |
|  | 2.   | USAM Nîmes         | 5  | 4 | 2 | 1 | 1 | 123 | 117 | +6  |
|  | 3.   | Liberbank Cuenca   | 3  | 4 | 1 | 1 | 2 | 111 | 125 | -14 |
|  | 4.   | Holstebro          | 0  | 4 | 0 | 0 | 4 | 110 | 127 | -17 |

### Girone C
|  | Pos. | Squadra            | Pt | G | V | N | S | GF  | GS  | D   |
|  | ---- | ------------------ | -- | - | - | - | - | --- | --- | --- |
|  | 1.   | Magdeburg          | 8  | 4 | 4 | 0 | 0 | 123 | 109 | +14 |
|  | 2.   | Nantes             | 4  | 4 | 2 | 0 | 2 | 125 | 116 | +9  |
|  | 3.   | Gorenja Velenja    | 4  | 4 | 2 | 0 | 2 | 110 | 115 | -5  |
|  | 4.   | Abanca Ademar León | 0  | 4 | 0 | 0 | 4 | 103 | 121 | -18 |

### Girone D
|  | Pos. | Squadra            | Pt | G | V | N | S | GF  | GS  | D  |
|  | ---- | ------------------ | -- | - | - | - | - | --- | --- | -- |
|  | 1.   | Füchse Berlin      | 5  | 4 | 2 | 1 | 1 | 110 | 102 | +8 |
|  | 2.   | PAUC               | 4  | 4 | 1 | 2 | 1 | 102 | 100 | +2 |
|  | 3.   | Grundfos Tatabanya | 4  | 4 | 1 | 2 | 1 | 99  | 102 | -3 |
|  | 4.   | Logroño            | 3  | 4 | 1 | 1 | 2 | 106 | 113 | -7 |